# Forner menut
El forner menut (Furnarius minor) és una espècie d'ocell de la família dels furnàrids (Furnariidae) que viu en zones de ribera al sud-est de Colòmbia, nord-est del Perú i Brasil amazònic.